# Saudi Aramco
Saudi Aramco (arabisk: أرامكو السعودية), også kendt under det engelske navn Saudi Arabian Oil Company, er det statsejede olieselskab i Saudi-Arabien. Saudi Aramco er det største olieselskab i verden, både målt efter olieproduktion og påviste oliereserver. 
Saudi Aramcos værdi er blevet estimeret til være mellem 1,25 billioner USD og 7 billioner USD, hvilket gør det til det mest værdifulde selskab i verden.

## Historie
Saudi Aramco startede i 1933 efter underskrivelsen af en aftale mellem Saudi-Arabien og det amerikanske selskab Standard Oil of California (Socal). Det var i perioden 1944-1988 kendt som Aramco, et akronym for Arabian American Oil Company. Saudi-Arabia overtog kontrollen over Aramco i 1980, og navnet blev ændret til Saudi Aramco i 1988.
Den 14. september 2019 blev 2 Aramcoolieanlæg i Saudi Arabien angrebet af droner. Houthistammen erklærede, at det var dem, der stod bag angrebene.